# Mue des mammifères
Pour les articles homonymes, voir Mue.

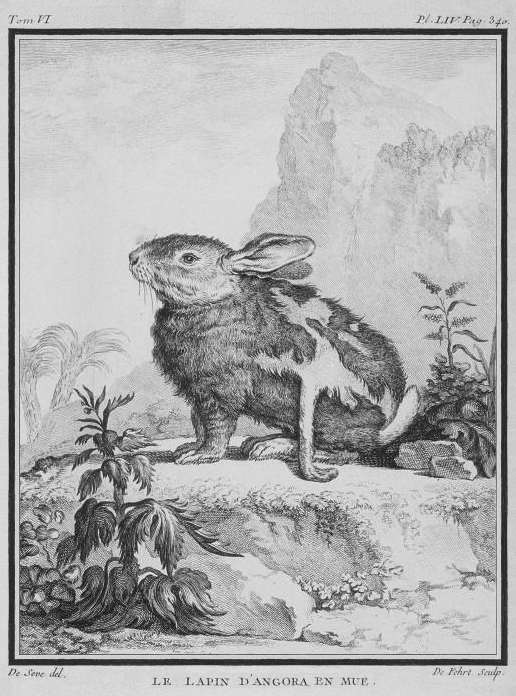
Mue naturelle chez le lapin angora

La mue désigne chez les mammifères le renouvellement périodique de leur pelage, voire chez certaines espèces de leurs bois. Elle joue un rôle d'adaptation au milieu et aux rapports au sein du groupe, en fonction des saisons.

## Périodicité
La périodicité des mues est réglée par le photopériodisme. La perte du pelage d'hiver a généralement lieu au printemps.
Les périodes de mue semblent coïncider avec la montée d'hormones chez les mâles, et pas seulement en fonction de l'exposition à la lumière,.

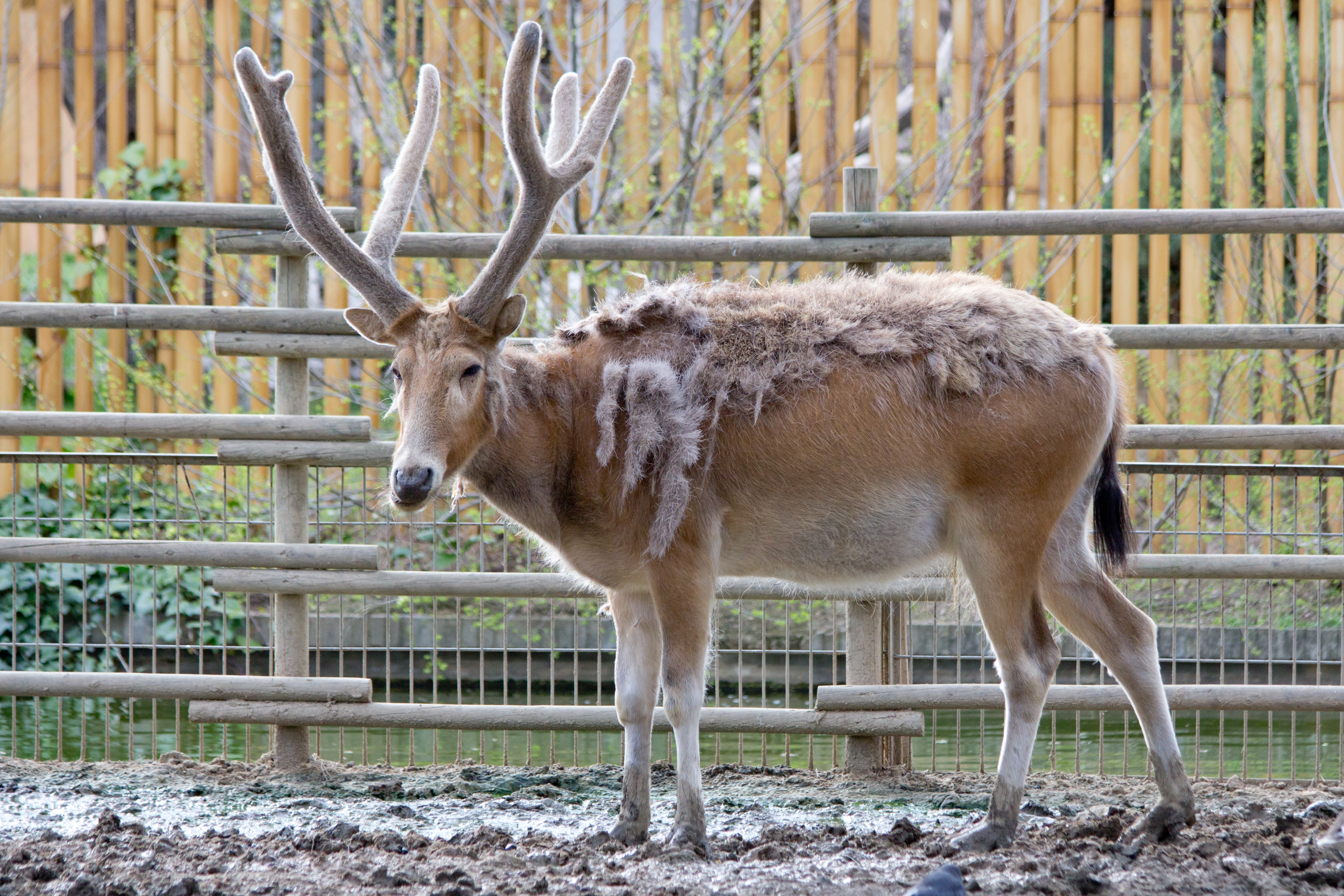
Mue et croissance des bois en fin d'hiver chez un Cerf du père David

L'avancement de la mue est aussi un indicateur de l'aptitude au combat entre mâles. Chez les cervidés les bois tombent et repoussent chaque année pour atteindre leur plein développement durant la période de rut, mais la mue du pelage est aussi un paramètre qui intervient dans les rivalités entre mâles, comme chez le Lièvre variable.

## Avantages
La mue est une adaptation aux changements saisonniers de milieu.
La mue joue un rôle dans la thermorégulation chez les espèces vivant dans des climats froids ou tempérés. En effet, les espèces concernées perdent leurs importantes fourrures d'hiver et revêtent une fourrure plus légère, avec des poils plus ras.
Cette mue peut être associée à un changement de couleur de la fourrure, favorisant le mimétisme, comme l'isatis, le lièvre variable ou l'hermine, dont les poils blanchissent en hiver, avant de tomber et de laisser leur place à des poils colorés au printemps.
La mue ne concerne pas uniformément toutes les parties du corps de l'animal, et les poils de certaines parties du corps se renouvellent moins souvent que d'autres, comme ceux de la queue ou de la crinière du cheval.

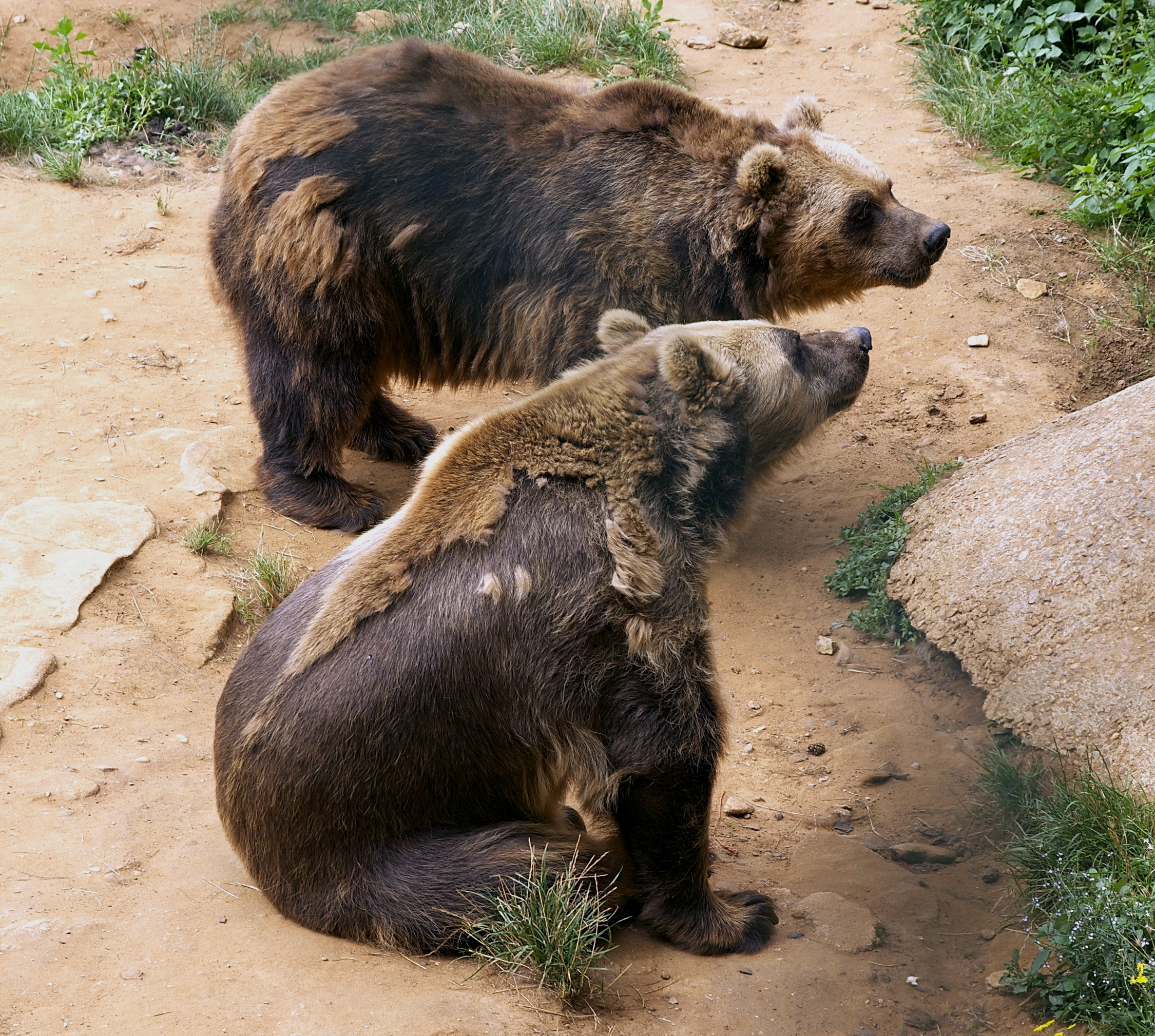
Ursus arctos arctos en période de mue
Renard polaire en cours de mue
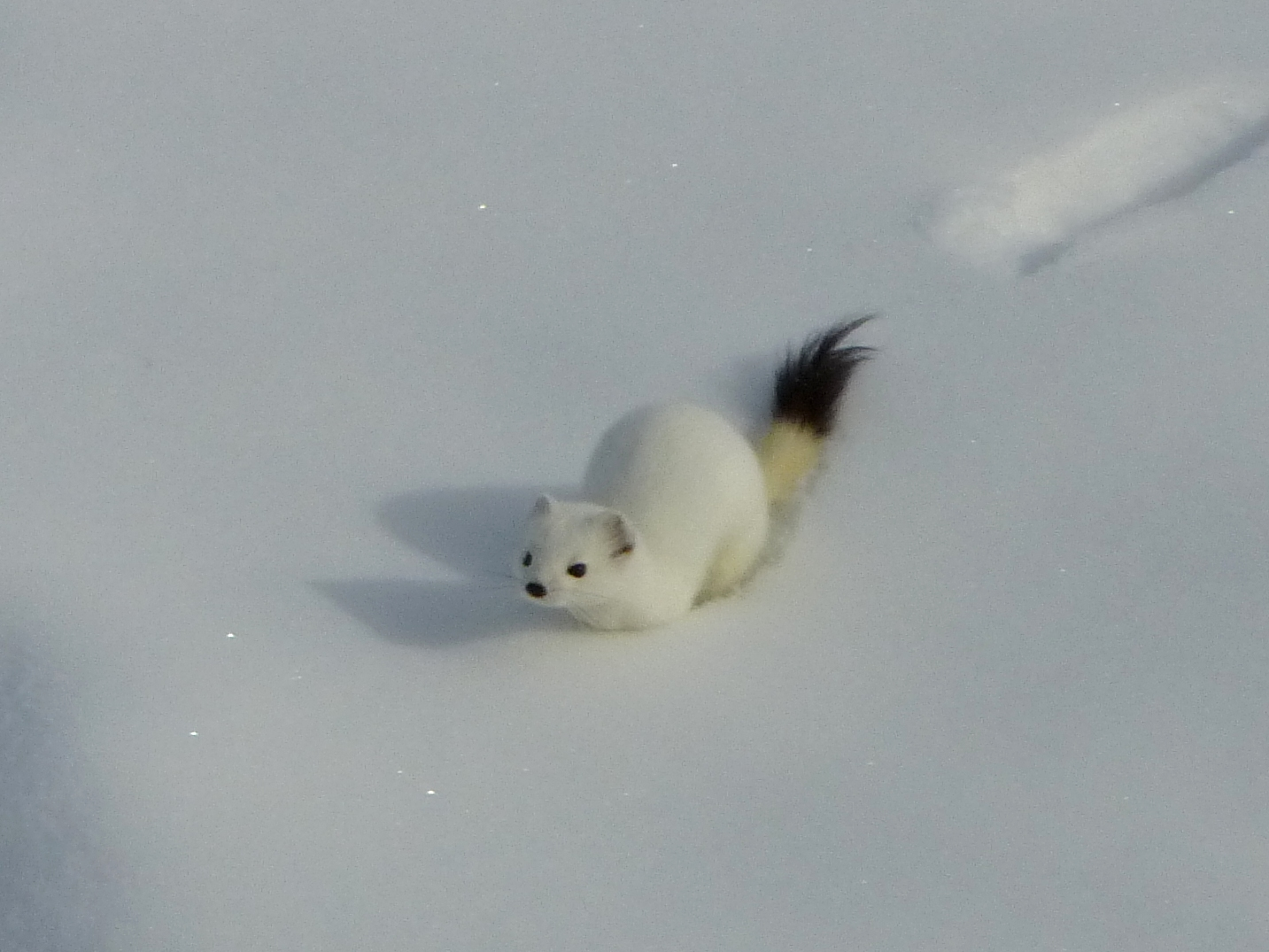
Hermine avec son pelage d'hiver
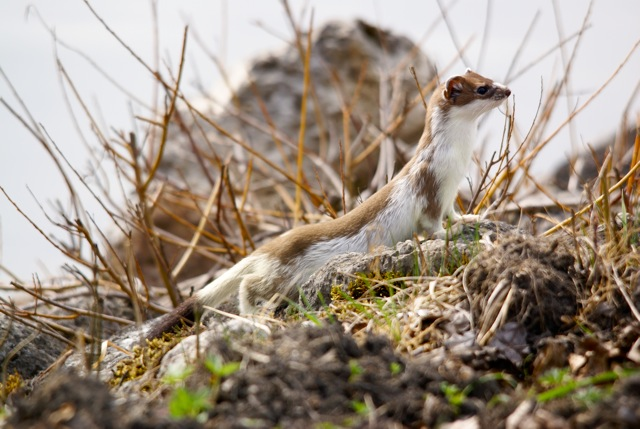
Hermine en fin d'hiver
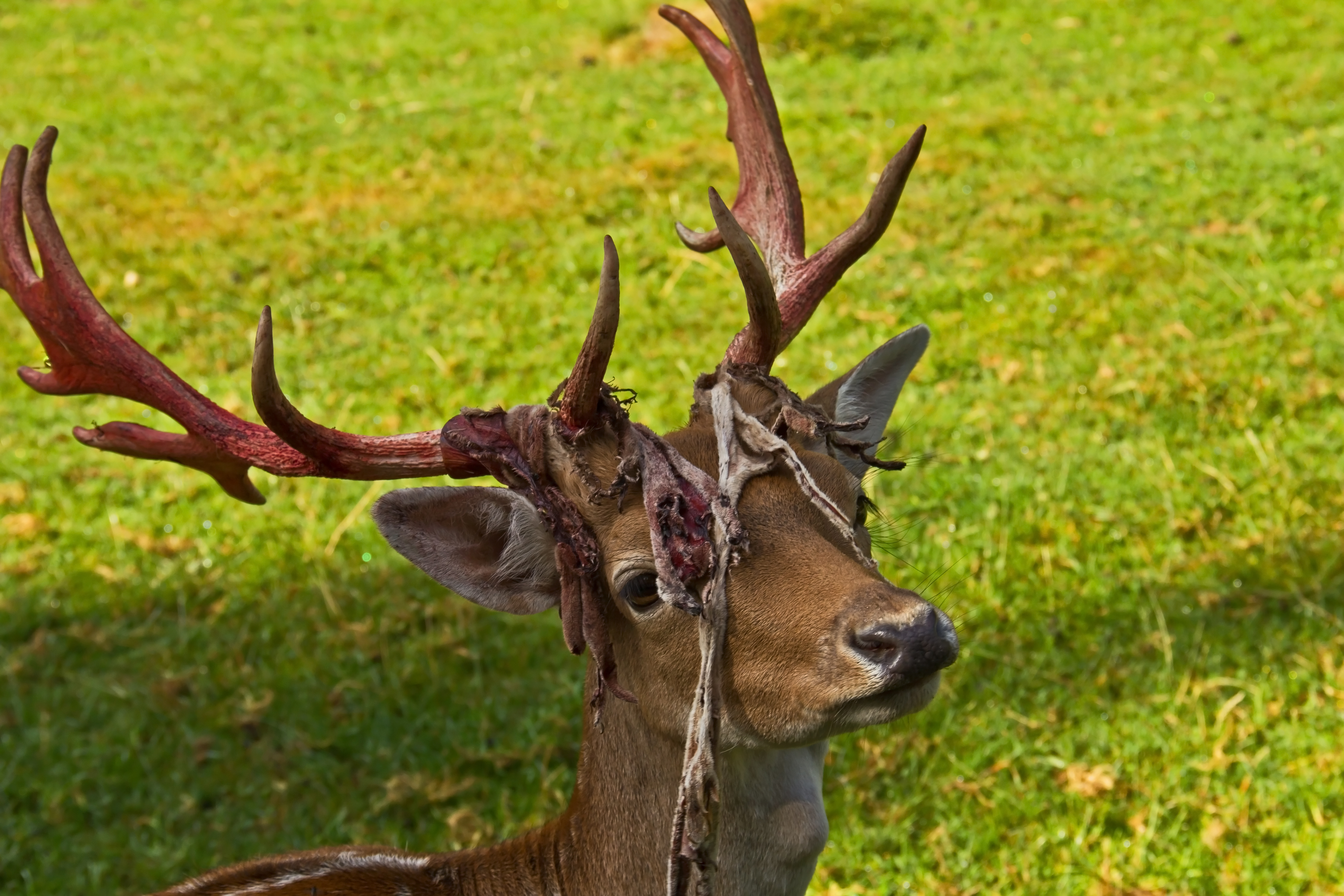
Daim perdant le velours de ses bois